# Villa Pappone
Villa Pappone è una storica residenza di Napoli, ubicata in salita del Casale di Posillipo.

## Storia
La villa venne progettata ed eretta nel 1912 su disegno di Gregorio Botta, su commissione del cavaliere del lavoro Francesco Pappone.

## Descrizione
L'abitazione è concepita come villino plurifamiliare, si erge su quattro piani. La facciata presenta notevoli decorazioni Liberty in stucco, mentre, il portone d'ingresso presenta una magnifica pensilina in ferro battuto e vetrate policrome.
L'ornamento del prospetto è impostato su una decorazione basata sul disegno dei fiori, oggetto dell'attività industriale del cavaliere del lavoro Francesco Pappone; anche le maioliche sugli stipiti presentano questa decorazione floreale.

## Galleria d'immagini

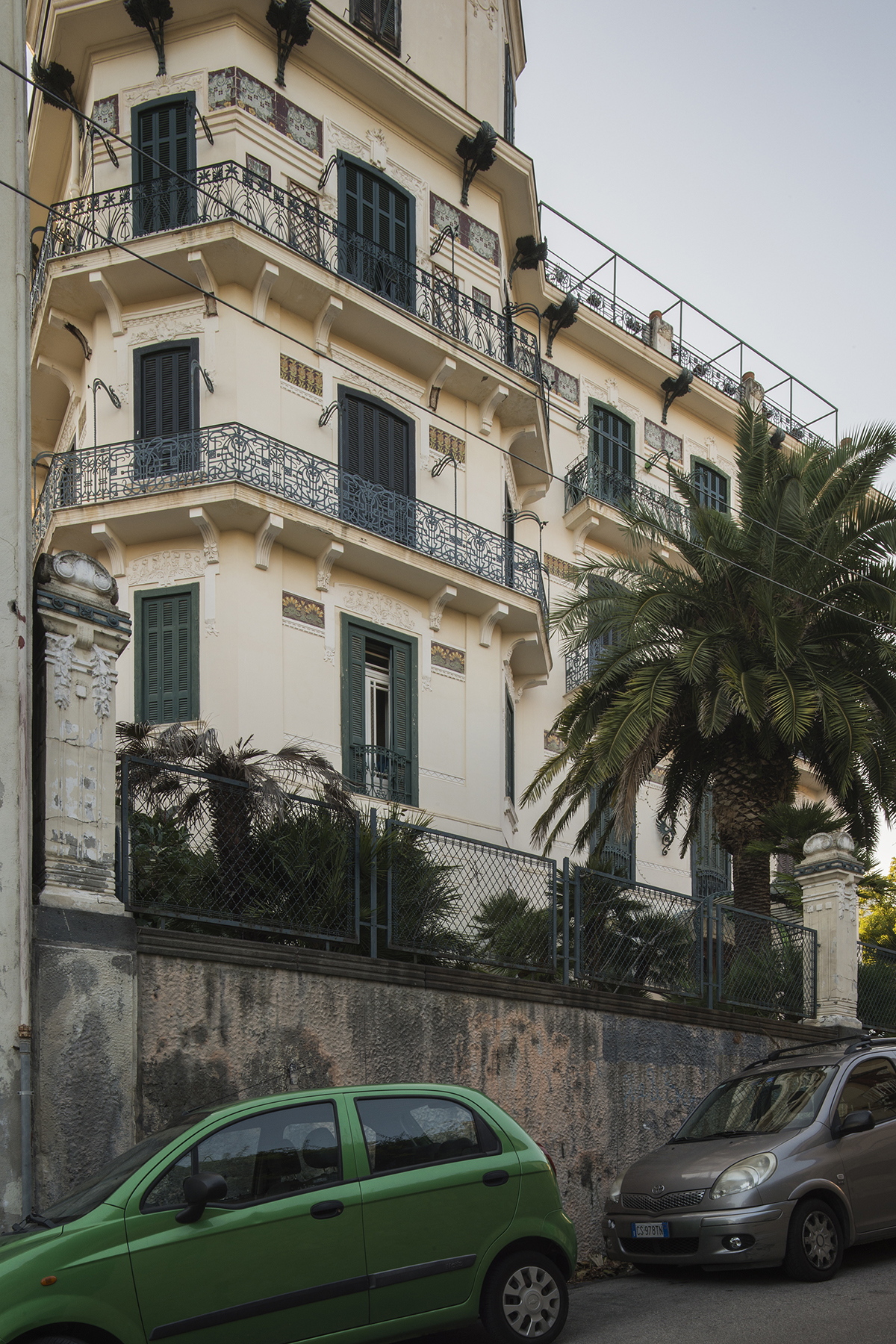
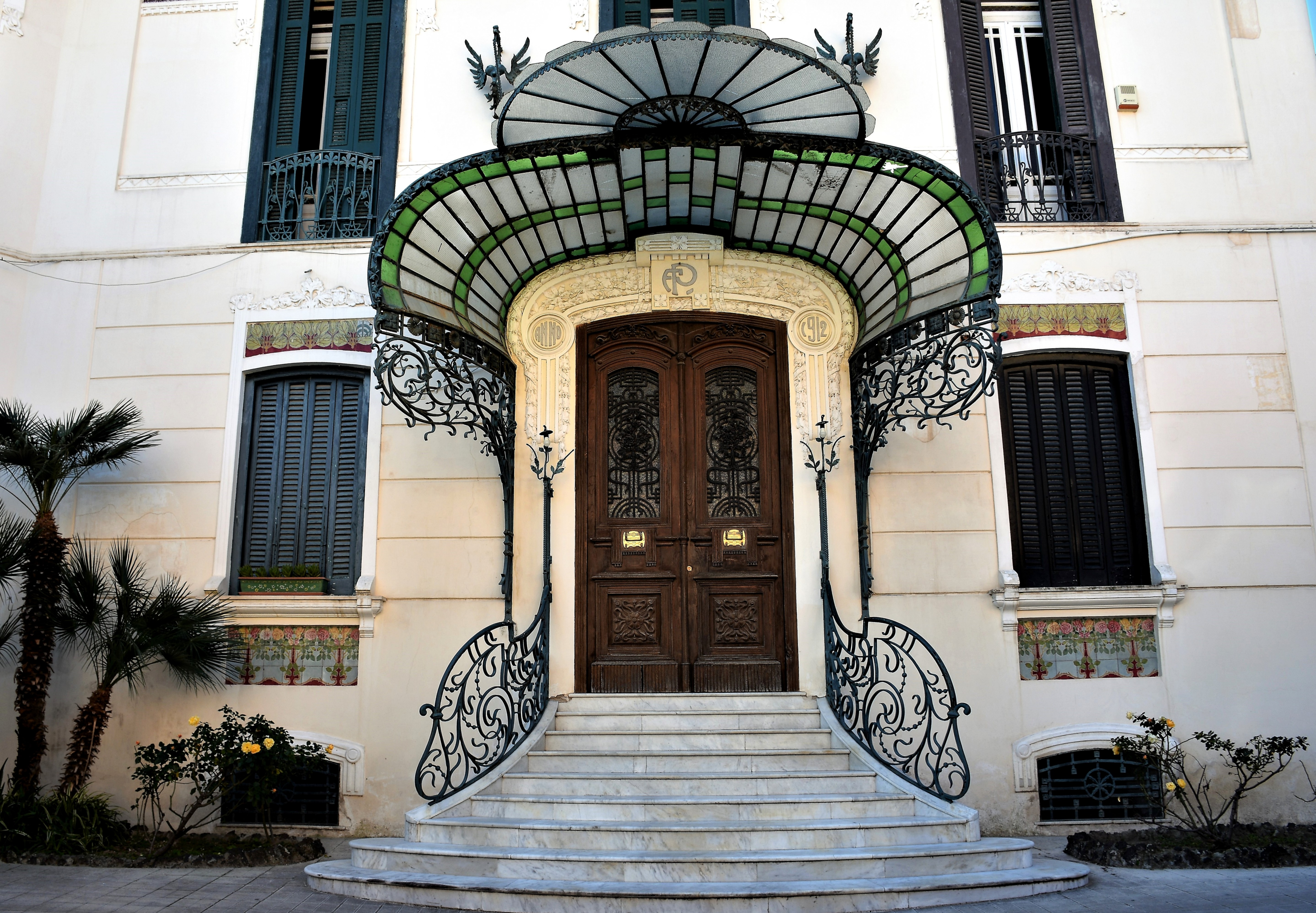